# 강철민 (야구인)
강철민(姜喆珉, 1979년 7월 22일 ~ )은 전 KBO 리그 한화 이글스의 투수이자, 현 호원대학교 야구부의 코치이다.

## 선수 시절

### KIA 타이거즈시절
해태 타이거즈의 고졸우선 지명을 받았고, 한양대학교 졸업 후에 입단하였다. 순천효천고등학교 재학 당시 투수 조용준과 함께 효천고를 고교 야구 강팀으로 이끌었다. 한양대학교에서는 대학 리그 최우수 투수(1998년, 2001년), MVP(2000년, 2001년)를 수상하고 한양대학교 1학년 때 1998년 아시안 게임에 출전해 금메달을 획득했다.
2002년에는 수 차례의 부상과 수술로 기대 이하의 성적을 거뒀으며, 2004년에 기록한 8승이 최다 승이었다. 2006년 시즌 후 어깨 수술을 받아 오랫동한 재활했다. 2009년 4월 19일, LG 트윈스의 내야수 김상현, 박기남과의 트레이드를 통해 LG 트윈스로 이적하였다. 그러나 이 트레이드는 친정 팀으로 돌아온 김상현의 맹활약에 힘입어 팀의 2009년 한국시리즈 우승으로 이어진 초대박 트레이드가 됐고, 그는 2011년 5월 20일에 방출되며 팀에게 성공적인 트레이드가 됐다. 

### LG 트윈스시절
2009년에도 재활로 인해 등판하지 못했고, 2010년에 1군에 올라와 7월 18일 삼성전을 통해 복귀했으나 상대 선발 투수 차우찬의 데뷔 첫 완봉승의 희생양이 되며 패전 투수가 됐다. 이 경기를 포함해 3경기에 선발 등판했으나 2패를 기록했고, 삼성전에서 구속이 떨어진 모습을 보였으며 어깨 부상이 재발해 2군으로 내려갔다. 2011년 5월 20일에 수술이 필요하다는 진단을 받아 외야수 김준호와 함께 방출됐다. 그러나 그는 은퇴하지 않겠다는 의사를 밝히며 계속 재활했고, 입단 테스트를 거쳐 한화 이글스에 신고선수로 입단했다. 

### 한화 이글스시절
고질적인 어깨 통증 여파로 속구 최고 구속이 130km/h대에 그쳤고, 2013년 6월 27일에 신고선수 계약이 해지돼 방출됐다.

## 야구선수 은퇴 후
은퇴 후 광주진흥고등학교 야구부의 투수코치로 활동했다.

## 통산 기록
| 연도 | 팀명  | 평균자책점 | 경기 | 완투 | 완봉 | 승 | 패 | 세 | 홀 | 승률  | 타자 | 이닝    | 피안타 | 피홈런 | 볼넷 | 사구 | 탈삼진 | 실점 | 자책점 |
| ---- | ----- | ---------- | ---- | ---- | ---- | -- | -- | -- | -- | ----- | ---- | ------- | ------ | ------ | ---- | ---- | ------ | ---- | ------ |
| 2002 | KIA   | 5.68       | 26   | 0    | 0    | 5  | 6  | 0  | 1  | 0.455 | 345  | 77 2/3  | 100    | 9      | 22   | 2    | 46     | 51   | 49     |
| 2003 | KIA   | 4.88       | 27   | 2    | 0    | 6  | 7  | 0  | 1  | 0.462 | 397  | 90 1/3  | 82     | 16     | 44   | 9    | 44     | 54   | 49     |
| 2004 | KIA   | 5.33       | 31   | 1    | 0    | 8  | 12 | 1  | 0  | 0.400 | 650  | 145 1/3 | 159    | 14     | 61   | 13   | 86     | 94   | 86     |
| 2005 | KIA   | 4.68       | 23   | 0    | 0    | 3  | 8  | 0  | 0  | 0.273 | 424  | 92 1/3  | 99     | 14     | 52   | 11   | 68     | 52   | 48     |
| 2006 | KIA   | 2.76       | 10   | 0    | 0    | 3  | 2  | 0  | 0  | 0.600 | 263  | 58 2/3  | 54     | 5      | 36   | 1    | 32     | 19   | 18     |
| 2010 | LG    | 5.40       | 3    | 0    | 0    | 0  | 1  | 0  | 0  | 0.000 | 49   | 11 2/3  | 8      | 2      | 8    | 1    | 10     | 7    | 7      |
| 통산 | 6시즌 | 4.86       | 120  | 3    | 0    | 25 | 36 | 1  | 2  | 0.410 | 2128 | 476     | 502    | 60     | 223  | 37   | 286    | 277  | 257    |